# Jan Beutener
Jan Beutener (Maarssen, 15 april 1932) is een Nederlands schilder en beeldend kunstenaar. Zijn schilderwerk wordt gerekend tot het neorealisme.

## Jeugd en opleiding
Beutener volgde vanaf 1950 de Rijksnormaalschool voor Tekenleraren  aan het Instituut voor Kunstnijverheidsonderwijs in Amsterdam.

## Decorontwerper
Tussen 1964 en 1984 werkte Beutener als decor- en kostuumontwerper voor musicals en theater. Dat deed hij onder meer voor Het Nationale Ballet, Lurelei, voor musicals van Annie M.G. Schmidt (onder andere Heerlijk duurt het langst, En nu naar bed en Foxtrot), en voor toneel (De kersentuin, Mahagonny).

## Schilder en beeldend kunstenaar
Beutener heeft zijn bekendheid vooral te danken aan zijn schilderwerk. Dat is werk in een neorealistische stijl. Bekend zijn zijn schilderijen van alledaagse zaken zoals een windscherm, aardappels of een kaal achterhoofd. Werk van Beutener is onder meer te vinden in Museum Dordrecht, Stedelijk Museum Amsterdam en Museum MORE. Voor de Emmakerk in Amsterdam (herdoopt in Kerkelijk Centrum De Brom) maakte Beutener een bijzondere glazen wand.  Die wand is van gehard, groen getint glas uit Frankrijk, tien meter hoog en 7,5 meter breed. Door de vlakindeling 3 bij 7 zijn daarin de heilige getallen verwerkt. Beutener omschreef het als een kunstwerk, dat onder invloed van het bewegende daglicht zelf als golfjes water ook in beweging lijkt te zijn.

## Eerbewijzen
In 2013 ontving Beutener de Jeanne Oosting Prijs.

## Trivia
In 2008 maakte Beutener een schilderij (Met afstand) waarop hij een (schilders)mondkapje schilderde.

## Publicaties
Feico Hoekstra: Jan Beutener. After all. Gorssel, MORE books, 2019. ISBN 978-90-9032570-5